# Municipio de Villa García
El municipio de Villa García es uno de los 58 municipios del estado mexicano de Zacatecas. Su cabecera es la localidad de Villa García. Tiene una superficie de 324 km² y se encuentra a una distancia de 139 km de la capital del estado. Según el Conteo de Población y Vivienda en del 2020, la población es de 19,525 habitantes.
Cuenta también con las comunidades de: 
Aguagorda: cuenta con una población de poco más de 1000 personas, se encuentra a poco más de 10 km de la cabecera municipal. 
Aguagordita; Es una comunidad que esta a poco más de 3 km de la actual cabecera municipal, posee actualmente poco más de 800 habitantes, sus principales actividades económicas son la agricultura y la ganadería, posee también un hotel hacienda 5 estrellas 
En los últimos años del siglo XXI, la Hacienda de Agostadero hoy Villa García, Zacatecas, era propiedad del Conde del Jaral de Berrio. El Señor Don Juan Nepomuceno Moncada y Berrio, pensó fraccionar la Hacienda de Agostadero poniendo la cabecera de la otra hacienda en la ranchería de Aguagordita, teniendo la intención de mandar construir una soberbia finca en ese lugar, comentándolo así a sus hijos, sólo que la vida no le alcanzó para cristalizar sus anhelos, pues antes de realizar su proyecto falleció.
En su testamento heredó a su hija María Concepción Moncada y Hurtado de Mendoza, las haciendas de Santa Rosa, más la de San Andrés del Cubo y la de Agostadero, a la "Niña Conchita" como así le llamaban todos de cariño. Cuando tomó posesión de su herencia, de las tres haciendas que le heredó su padre, le gustó más la de Agostadero para vivir en ella. Pasado un tiempo de que tomó posesión de su herencia, ella quiso realizar los deseos de su padre y ordenó que se construyera una elegante casa solariega en la ranchería de Aguagordita, no con la finalidad de seccionar la hacienda como eran las pretensiones de su padre.
La construcción de lo que hoy se conoce como la casa grande de Aguagordita comenzó en la última década del siglo XIX y terminó a principios del siglo XX. años.